# Flavio Sciolè
Flavio Sciolè (n. 6 septembrie 1970) este un actor italianun poet, artist, dramaturg, și regizor . Flavio Sciolè este un pionier al artei video care. Printre cele mai inovative și pline de succes filme a lui Sciolè se află și Kristo 33, realizat în 2002, Narciso, Giuda și Delirium, un film gotic-thriller.

## Filmografie

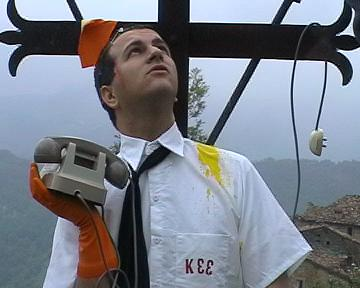
Flavio Sciolè - Kristo 33, 2002

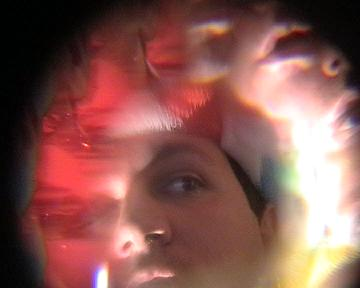
Flavio Sciolè - Narciso, 2003

### Realizator
- Ossessione (1996)
- Claustrofobia (1997)
- Giuda (2000)
- Cognizioni di santità (2001)
- Dormitorio-Fausto Delle Chiaie (2001)
- Fugatea (2001)
- Beataction 1 (2001)
- Beataction 2 (2002)
- Delirium (2002)
- Dan Fante An American Writer (2002)
- Kristo 33 (2002)
- Beataction 3 (2002)
- Pilateo (2003)
- Narciso (2003)
- Itagliano (2004)
- Distruzione di una video camera (2004)
- Caligola (2004)
- Atto (2004)
- Papa vero (2004)
- Ipotesi per un delirio (2005)
- Sublimesubliminale (2006)
- Aman4aman (2007)
- Art 4 nothing (2007)
- Matermare (2008)
- Sublime Rain, Sublime Pain (2010)
- Mondo Delirium (2011)
- Narciso Gray (2012)

### Actor
- 2005 : Il Sopranista
- 2005 : Scale

## Performances
- 2009: Roserosse
- 2010: Sanguinarte Per L'Arte
- 2013: Milk 1970

Multimedia
- Flavio Sciolè Mondo Delirium - 2011, Youtube